# Château de Zoug
Le château de Zoug, appelé Burg Zug en allemand, est un château situé dans la ville de Zoug, en Suisse.

## Histoire
Les origines du château remontent au XIe siècle, ce qui en fait l'un des plus anciens bâtiments de la ville et est l'œuvre des ministres des comtes de Lenzbourg (de). À cette époque, une clôture plus ancienne de bois a été remplacée par un mur circulaire de pierre, lui-même détruit au XIIe siècle.
Au siècle suivant, ce sont les comtes de Kyburg, fondateurs de la ville de Zoug, qui font construire la tour encore existante de nos jours, ainsi qu'une nouvelle fortification. Les droits sur le château passent ensuite aux comtes de Habsbourg en 1273, après l'extinction de la famille de Kyburg. Après que le canton ait rejoint la Confédération des VIII cantons, le château devient une propriété privée et le restera par la suite.
Depuis une restauration menée de 1979 à 1982, le château abrite le musée historico-culturel de la ville et du canton de Zoug.
Le château, de même que le musée qui s'y trouve, sont inscrits comme biens culturels suisses d'importance nationale.

## Source
- (de) Cet article est partiellement ou en totalité issu de l’article de Wikipédia en allemand intitulé « Burg Zug » (voir la liste des auteurs).